# کامرون در المپیک
کامرون از بازی‌های المپیک سال ۱۹۶۴ مرتباً در بازی‌های المپیک تابستانی شرکت کرده است. تا کنون، کامرون در مجموع شش مدال کسب کرده است که شامل سه مدال طلا، یک مدال نقره و دو مدال برنز است. نخستین حضور کامرون در بازی‌های المپیک به سال ۱۹۶۴ برمی‌گردد و از آن زمان تا کنون این کشور در تمامی دوره‌های المپیک تابستانی حضور داشته است، به جز در بازی‌های المپیک ۱۹۷۶ که به دلیل پیوستن به تحریم آفریقاییان، به مسابقات ادامه نداد.
کمیتهٔ المپیک کامرون در سال ۱۹۶۳ تأسیس شد و در همان سال توسط کمیتهٔ بین‌المللی المپیک به رسمیت شناخته شد. این کمیته تا به امروز مسئول سازماندهی و هماهنگی فعالیت‌های ورزشی کامرون در سطح بین‌المللی است. یکی از دستاوردهای مهم این کشور در المپیک، کسب مدال طلا در فوتبال در بازی‌های المپیک تابستانی ۲۰۰۰ است. همچنین، دو مدال طلای دیگر در رشتهٔ دو و میدانی توسط فرانسوا امبانگو اتون در سال‌های ۲۰۰۴ و ۲۰۰۸ به دست آمده است.
در بازی‌های المپیک زمستانی، کامرون تنها یک بار در سال ۲۰۰۲ با نماینده‌ای به نام آیزاک منیولی شرکت کرده است و از آن زمان در این رقابت‌ها حضور نداشته است. کامرون همچنین در سال‌های آینده نیز ممکن است به این رقابت‌ها برگردد، اما تا کنون هیچ مدالی در بازی‌های زمستانی کسب نکرده است.
جدول مدال‌های کامرون در بازی‌های المپیک تابستانی به طور خاص شامل مدال‌های متنوعی در رشته‌های مختلف است. در مجموع، این کشور در رشته‌های دو و میدانی، فوتبال، بوکس و وزنه‌برداری موفق به کسب مدال شده است

## جدول مدال‌ها
| بازی‌ها | ورزشکاران    | طلایی | نقره‌ای | برنزی | مجموع | رتبه |
| ۱۹۶۴   | ۱            | ۰     | ۰      | ۰     | ۰     | –    |
| ۱۹۶۸   | ۵            | ۰     | ۱      | ۰     | ۱     | ۳۹   |
| ۱۹۷۲   | ۱۱           | ۰     | ۰      | ۰     | ۰     | –    |
| ۱۹۷۶   | ۸            | ۰     | ۰      | ۰     | ۰     | –    |
| ۱۹۸۰   | ۲۵           | ۰     | ۰      | ۰     | ۰     | –    |
| ۱۹۸۴   | ۴۸           | ۰     | ۰      | ۱     | ۱     | ۴۳   |
| ۱۹۸۸   | ۱۵           | ۰     | ۰      | ۰     | ۰     | –    |
| ۱۹۹۲   | ۸            | ۰     | ۰      | ۰     | ۰     | –    |
| ۱۹۹۶   | ۱۵           | ۰     | ۰      | ۰     | ۰     | –    |
| ۲۰۰۰   | ۳۵           | ۱     | ۰      | ۰     | ۱     | ۵۰   |
| ۲۰۰۴   | ۱۷           | ۱     | ۰      | ۰     | ۱     | ۵۴   |
| ۲۰۰۸   | ۳۳           | ۱     | ۰      | ۰     | ۱     | ۵۲   |
| ۲۰۱۲   | ۳۳           | ۰     | ۰      | ۱     | ۱     | ۷۹   |
| ۲۰۱۶   | ۲۴           | ۰     | ۰      | ۰     | ۰     | –    |
| ۲۰۲۰   | ۱۲           | ۰     | ۰      | ۰     | ۰     | –    |
| ۲۰۲۴   | ۶            | ۰     | ۰      | ۰     | ۰     | –    |
| ۲۰۲۸   | رویداد آینده |       |        |       |       |      |
| ۲۰۳۲   | رویداد آینده |       |        |       |       |      |
| مجموع  | مجموع        | ۳     | ۱      | ۲     | ۶     | ۸۷   |

| بازی‌ها | ورزشکاران    | طلایی        | نقره‌ای       | برنزی        | مجموع        | رتبه         |              |              |
| ۲۰۰۲   | 1            | ۰            | ۰            | ۰            | ۰            | –            |              |              |
| ۲۰۰۶   | شرکت نکرده   |              |              |              |              |              |              |              |
| ۲۰۱۰   | شرکت نکرده   |              |              |              |              |              |              |              |
| ۲۰۱۴   | شرکت نکرده   |              |              |              |              |              |              |              |
| ۲۰۱۸   | شرکت نکرده   |              |              |              |              |              |              |              |
| ۲۰۲۲   | شرکت نکرده   |              |              |              |              |              |              |              |
| ۲۰۲۶   | رویداد آینده | رویداد آینده | رویداد آینده | رویداد آینده | رویداد آینده | رویداد آینده | رویداد آینده | رویداد آینده |
|        | رویداد آینده | رویداد آینده | رویداد آینده | رویداد آینده | رویداد آینده | رویداد آینده | رویداد آینده | رویداد آینده |
|        | رویداد آینده | رویداد آینده | رویداد آینده | رویداد آینده | رویداد آینده | رویداد آینده | رویداد آینده | رویداد آینده |
| مجموع  | مجموع        | ۰            | ۰            | ۰            | ۰            | –            |              |              |

### مدال‌ها بر اساس ورزش
| ورزش           | طلا | نقره | برنز | مجموع |
| -------------- | --- | ---- | ---- | ----- |
| دو و میدانی    | ۲   | ۰    | ۰    | ۲     |
| فوتبال         | ۱   | ۰    | ۰    | ۱     |
| بوکس           | ۰   | ۱    | ۱    | ۲     |
| وزنه‌برداری     | ۰   | ۰    | ۱    | ۱     |
| مجموع (۴ ورزش) | ۳   | ۱    | ۲    | ۶     |

## فهرست مدال‌آوران
| مدال | نام | بازی‌ها | ورزش        | رویداد              |
| ---- | --- | ------ | ----------- | ------------------- |
| نقره | جوزف باسالا | ۱۹۶۸   | بوکس        | وزن متوسط مردان     |
| برنز | مارتین ندانگو-ابنگا | ۱۹۸۴   | بوکس        | وزن سبک مردان       |
| طلا  | تیم فوتبال - پاتریس آباندا نیکولاس النودجی کلمن بو دنیل بکونو سرژ برانکو جوئل اپاله لوران ساموئل اتوئو کارلوس کامنی مودست امبامی پاتریک ام‌بوما آلبرت میونگ سرژ میمپو دنیل نگوم کوم آرون انگویمبات جرمی ان‌جی‌تاپ پاتریک سوفو پی‌یر وومه | ۲۰۰۰   | فوتبال      | مسابقات مردان       |
| طلا  | فرانسوا امبانگو اتون | ۲۰۰۴   | دو و میدانی | پرش سه‌گانه زنان     |
| طلا  | فرانسوا امبانگو اتون | ۲۰۰۸   | دو و میدانی | پرش سه‌گانه زنان     |
| برنز | مادیاس انزسو | ۲۰۱۲   | وزنه‌برداری  | وزن ۷۵ کیلوگرم زنان |